# Војни буџет
Војни буџет још познат као буџет за одбрану је количина новца намјењена од државе за унапређивање и одржавање војске/оружаних снага и осталих ствари везаних за одбрану земље.
Војни буџет често показује колико земља страхује од опасности или колико агресивности жели да производе. Количина новца намјењена за војни буџет показује способност земље да финансира војне активности.  Стање економије земље, остале финансијске потребе и воља владе и народа да финансира војне активности су битан фактор. Обично ван војног буџета се налазе трошкови за одржавање полиције и помоћ ратним ветеранима. Ефект и количина војног буџета утичу на економију и друштво, и шта одређује те трошкове, су велики проблем и политичким наукама и економији. Постоје различите истраживања и теорије на ову тему. Једни сматрају да су већи војни трошкови утичу позитивно на напредак локалне економије , док други сматрају да су кочница развоју. 
Сваке године у априлу се организује GDAMS (Global Day of Action on Military Spending) чији је циљ окупити људе и створити глобални покрет који тражи од влада да умање војни буџет, а да та средства троше на људима битније ствари као храна, образовање, здравствено осигурање, социјални рад и заштиту околине. 
Међу државама које посједују свјетски највеће војне буџете као Кина, Француска, Њемачка, Јапан, Русија, Уједињено Краљевство и Сједињене Америчке Државе су често називане и као велике силе. 
По подацима Међународног Штокхолмског Института за Мировна Истраживања (SIPRI) из 2014. године свијетска војна потрошња износила је 1.8 трилиона америчких долара. 

## Војни буџети у историји
Saturday Review часопис у фебруару 1898. године писао је о количини војне потрошње по проценту од прикупљеног пореза потрошеног од тадашлих великих сила у 1897. године. 
- Сједињене Америчке Државе: 17%. Буџет САД је варирао зависно од ситуације, зависно од конфликта. Прва ситуације са значајним војним буџетом је на почетку 19. вијека. [9] Током Првог свјетског рата Сједињене Америчке Државе трошиле су 22% БДП-а, док у миру, влада је трошила 1% БДП. [10] Ово се промјенило токоm и после Другог свјетског рата када је народ бојао ширења комунизма, а тако и опште сигурности. Ово су подржали многи Американци и БДП је износио 3,6% што је доста мање од Другог свјетског рата када је БДП износио 41%, а и када је током Хладног рата и Вијетнамског рата када је износио 10%. Онда почиње пад на 6% 1970-их и 5,5% у 1979. године. [10][9] Након 2001. године и напада 11. септембра буџет за одбрану је скочио, са највећом тачком од 5,7% у 2010. години. [10]
- Руска Империја: 21%
- Трећа француска република: 27%
- Британска империја: 39%
- Немачко царство: 43%
- Јапанско царство: 55%

## Буџети у будућности
Извештај из 2014. године од Министарства одбране Уједињеног Краљевства процјењује буџет одбране великих сила до 2045. године. 
(све бројке су прилагођене паритету куповне моћи и изражене у милијардама америчких долара то курсу из 2012. године)
| Држава               | 2012. Ранг | 2012. Потрошња | 2045. Ранг | 2045. Потрошња |
| -------------------- | ---------- | -------------- | ---------- | -------------- |
| САД                  | 01         | 682            | 01         | 1,335          |
| Кина                 | 02         | 251            | 02         | 1,270          |
| Индија               | 08         | 46             | 03         | 654            |
| Русија               | 04         | 113            | 04         | 295            |
| Уједињено Краљевство | 05         | 58             | 05         | 108            |
| Бразил               | 010        | 35             | 06         | 89             |
| Француска            | 06         | 51             | 07         | 87             |
| Јапан                | 07         | 46             | 08         | 67             |
| Њемачка              | 09         | 46             | 09         | 63             |

## Спољашње возе
- Hicks, Louis; Raney, Curt. „The Social Impact of Military Growth in St. Mary's County, Maryland, 1940-1995”. Armed Forces & Society. 29: 3.